# Jyllinge
Jyllinge è una città situata sulla sponda orientale del fiordo di Roskilde, a metà strada tra Roskilde e Frederikssund, comune di Roskilde, a circa 40 km a ovest di Copenaghen, in Danimarca. L'originario borgo marinaro è circondato da ampie zone di villette unifamiliari.